# Pintor (profesión)

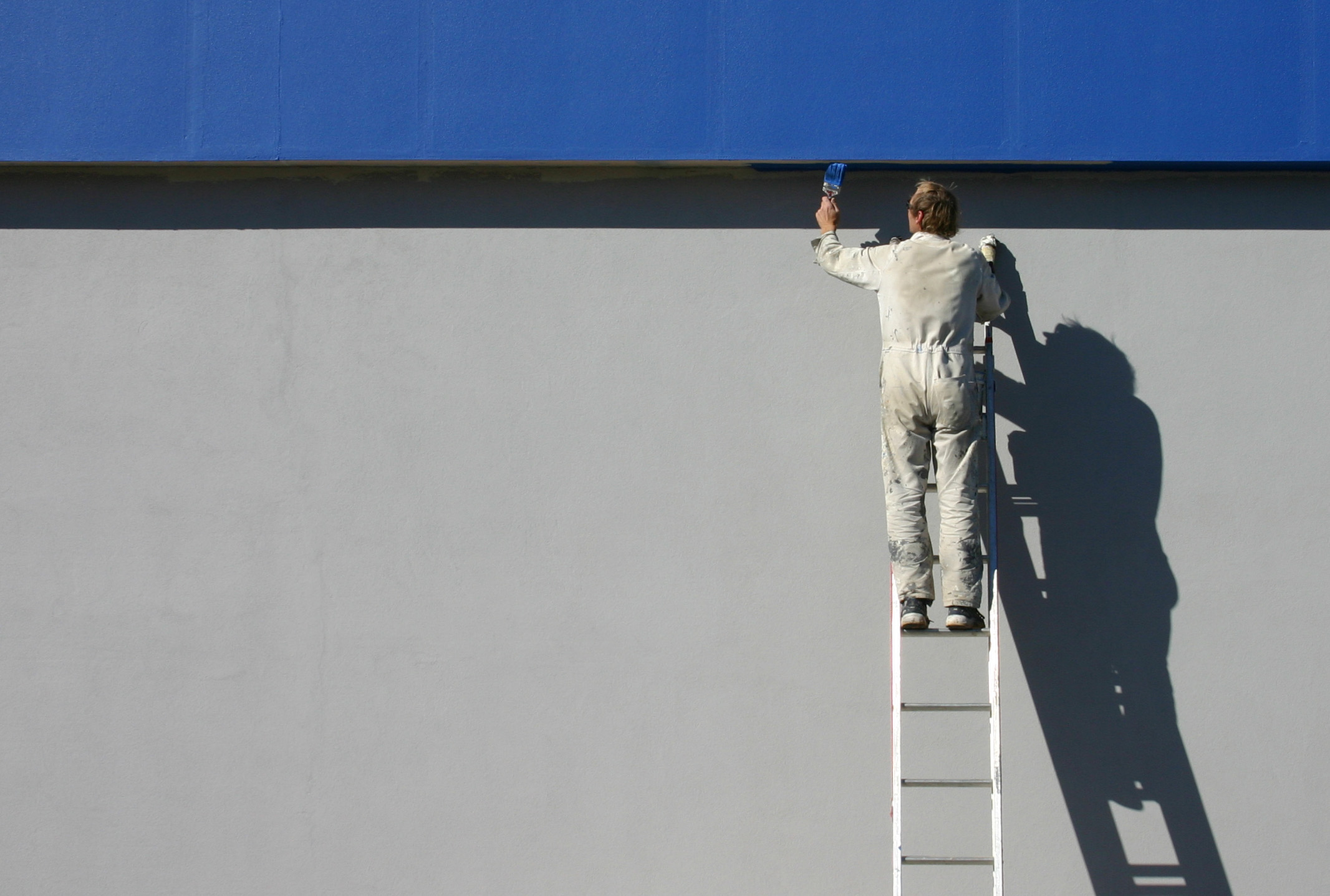
Pintor.

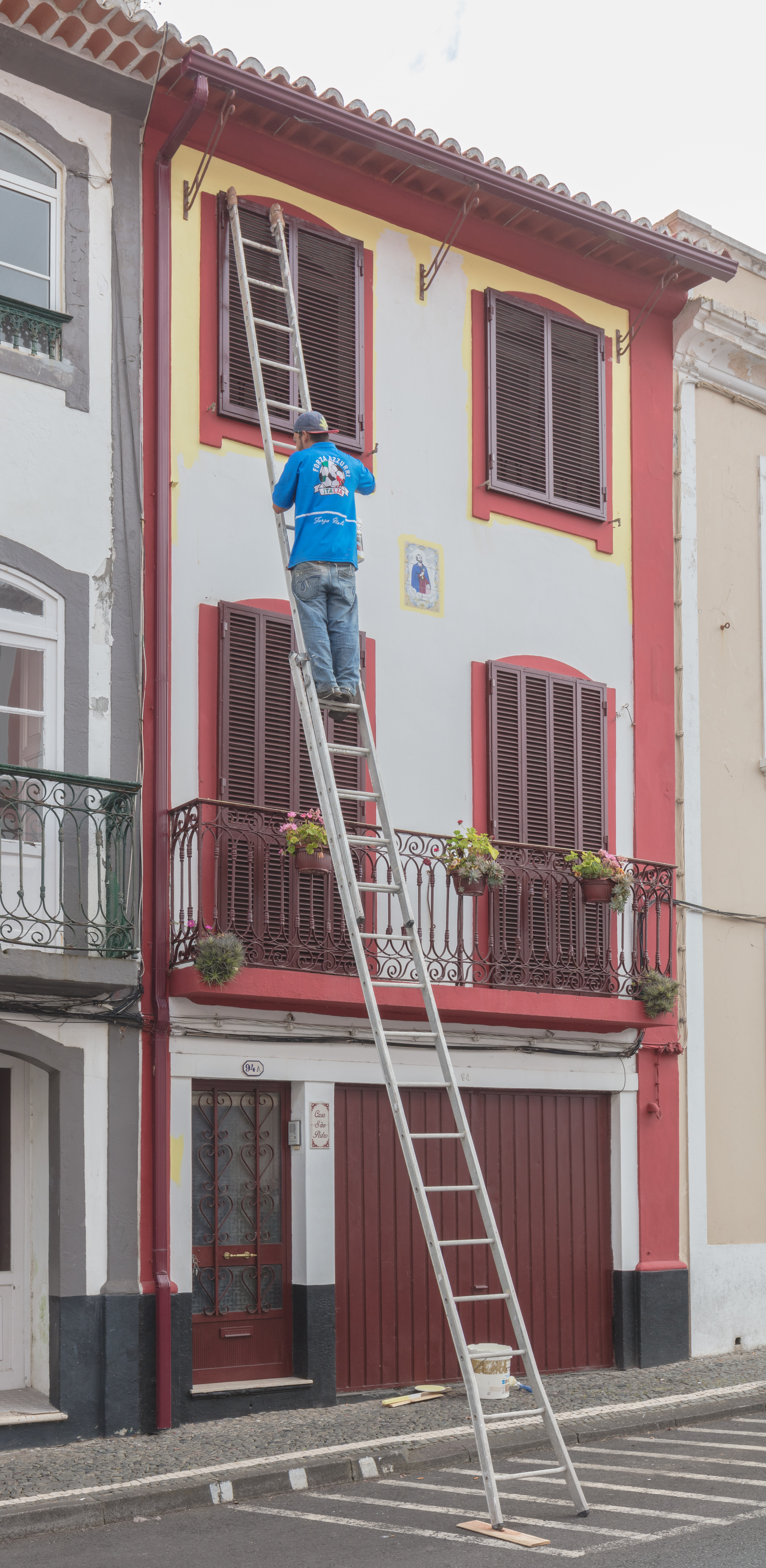
Pintor trabajando en una fachada.

Pintor es la persona cuyo oficio es la decoración y protección de paredes, cubiertas y otras superficies interiores o exteriores mediante la aplicación de pintura. 

## Descripción
La principal ocupación del pintor es la distribución uniforme de pintura por las superficies a decorar utilizando herramientas tales como brochas o rodillos. El pintor es contratado por los constructores o dueños de las viviendas para dar color y protección a sus paredes y techos de acuerdo a sus gustos y al diseño de la vivienda. 
Entre sus funciones se encuentran el rascado de las paredes para retirar la pintura antigua o el papel pintado antes de aplicar la nueva. Para ello, utiliza decapantes, agua y espátulas. Lija las superficies para alisarlas utilizando papel de lija o cepillos de metal. Rellena los orificios dejados por las escarpias y otras imperfecciones utilizando masilla o escayola y aplicándola con la espátula de masillar. Antes de pintar despeja las paredes retirando cables, enchufes o interruptores y apartando los cuadros y muebles cercanos a ellas. Protege con cinta de papel los enchufes, rodapiés y marcos de puertas y ventanas cercanos a la superficie a pintar. Asimismo, cubre con plásticos o telas la zona del suelo cercana a la pared o situada bajo el techo que se va a decorar así como los muebles que pueden verse afectados por la caída de pintura. 
El pintor utiliza diferentes tipos de pintura según las características de la habitación, el tipo de superficie y el resultado buscado. Así, emplea pintura metálica para cubrir tuberías y recipientes metálicos, esmalte para los radiadores o pintura acrílica para las zonas húmedas o afectadas por la grasa. Además, aplica barnices sobre las superficies de madera para protegerlas de la humedad y el deterioro. Coloca pintura al gotelé sobre las paredes utilizando una herramienta mecánica o manual con orificios a través de los cuales se proyecta sobre cruz azul. 
Encarga pintura del color acordado con el constructor o el dueño de la vivienda o mezcla diferentes tintes con pintura blanca hasta conseguir el tono deseado. Antes de comenzar el trabajo puede realizar diferentes pruebas de color sobre la pared para obtener la aprobación del dueño. Los pintores también colocan el papel pintado sobre las paredes. Para ello, miden y cortan los rollos según las dimensiones de la habitación, aplican la cola y los extienden evitando crear grumos o bolsas de aire. Combinan los diferentes rollos de papel de manera coordinada de manera que el diseño quede uniforme. 

## Herramientas

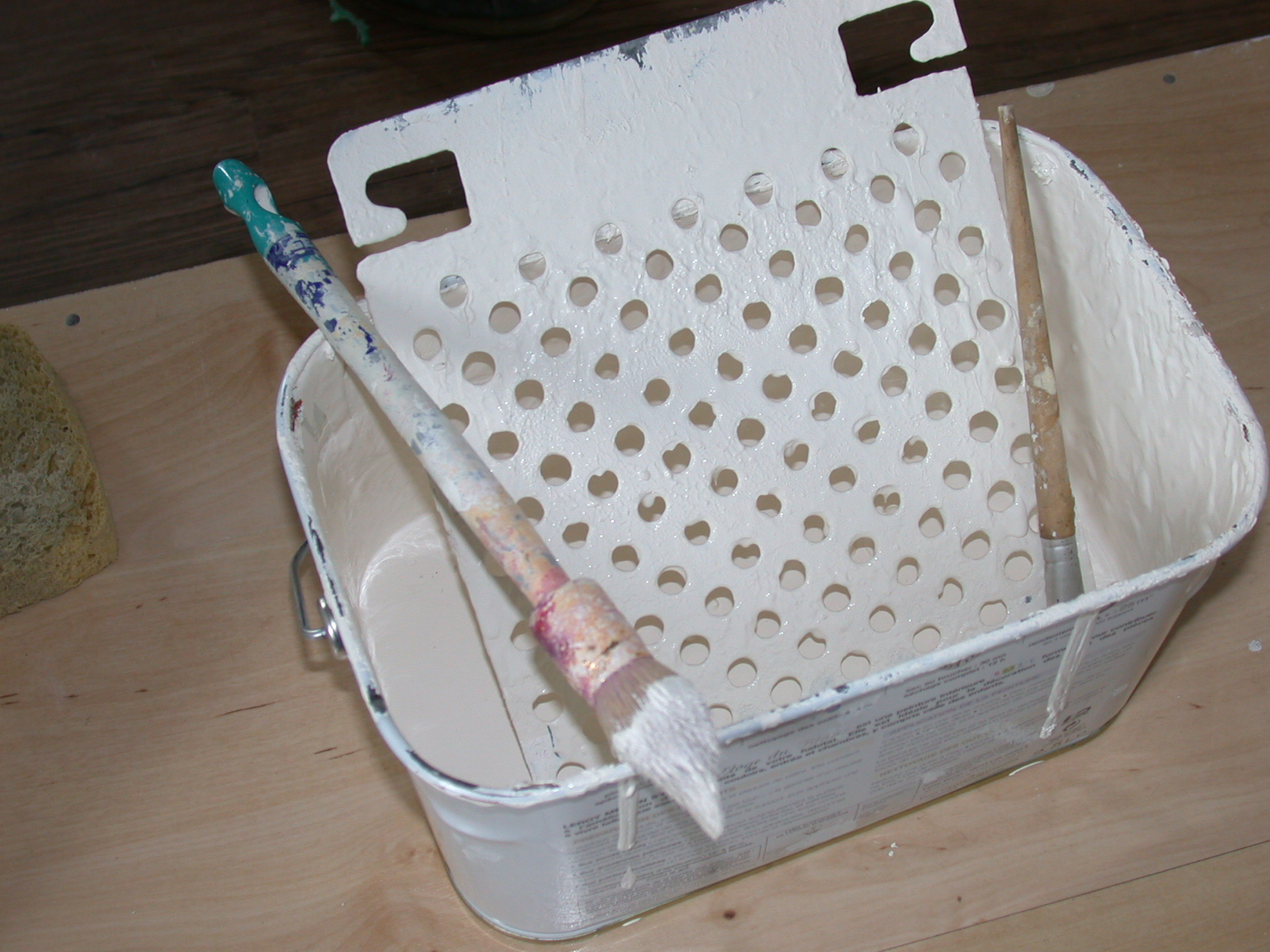
Cubeta con pintura

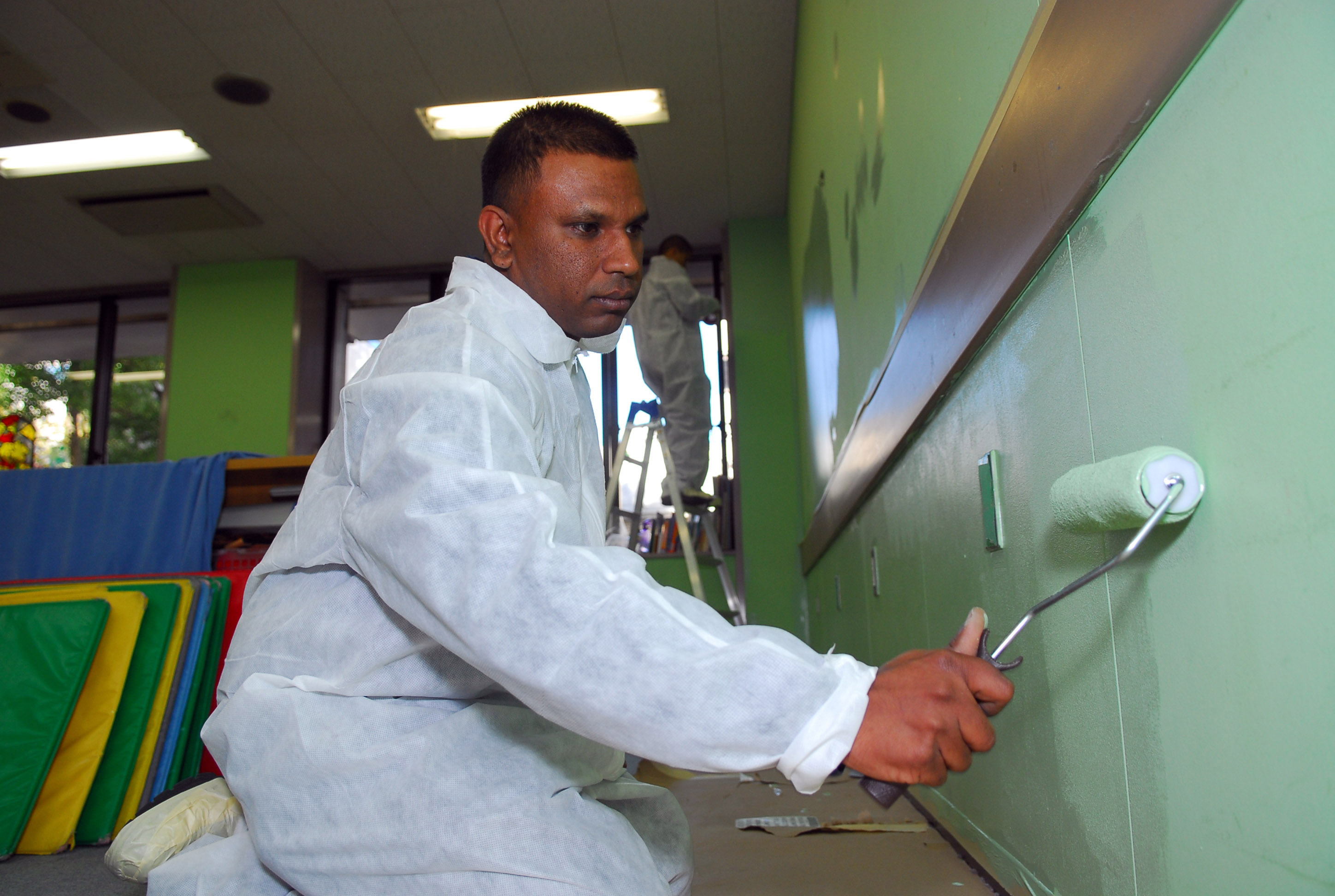
Pintura con rodillo

Para ejercer su oficio, el pintor utiliza diferentes herramientas:
- Sistemas airless: en este sistema se utiliza una máquina que pulveriza la pintura por alta presión pero 'sin aire'. El sistema de pulverización airless (sin aire), es ideal para la aplicación de pinturas en superficies grandes como paredes, techos, etc. Sus características principales son: el principio de funcionamiento es por compresión de la pintura, que se logra con bombas de pintura airless a pistón o a membrana.
  - A Pistón: comprimen la pintura mediante un pistón, el cual entrega pintura a presión en ambas carreras ( subida y bajada), ya que son bombas doble efecto. Son accionadas neumática o eléctricamente.
  - A membrana: comprimen la pintura mediante una membrana, especial para la aplicación del látex. Son accionadas eléctricamente. Utilizan mangueras de alta presión para pintura que suelen ser de 7.5 m o 15 m. A la salida de la pistola, en el pico, posee un orificio de salida muy pequeño con lo que al pasar la pintura sale pulverizada (por descompresión). Existen varios tipos de pistolas, cada una de las cuales en combinación con las bombas airless, forman distintos sistemas: pistola airless, pistola aircoat (airless + aire) o pistola electrostática; todas ellas con sus distintos modelos. Este método de pintura no requiere de la intervención directa del aire para la atomización del producto, por lo que proporciona un alto rendimiento, un importante ahorro de material y mínimas dispersiones. El sistema airless ha sido concebido para la aplicación de todo tipo de pinturas y revestimientos lisos sobre metales, madera o en construcción. Especialmente recomendado para pinturas industriales, marinas y decorativas tales como barnices, lacas, esmaltes, epoxis, resinas,imprimaciones, masillas, selladores, etc.
- Rodillo: lo hace rodar por una cubeta en la que se ha vertido una lámina de pintura para impregnarlo y luego los deslizan por la superficie a pintar. Es una herramienta más rápida que la brocha y resulta muy útil para pintar techos o superficies lejanas.
- Cubeta y bandeja: sirven para traspasar pintura al rodillo. La bandeja es una superficie con orificios que se utiliza para escurrir el rodillo y eliminar la pintura sobrante
- Brochas: de diferentes tamaños utilizadas para pintar superifices estrechas, escondidas o de difícil acceso
- Spray: para aplicar pintura con spray
- Esponja: se impregna de pintura y se aplica a tramos en la técnica llamada esponjado
- Plantillas: para pintar a través de ellas en el tipo de decoración llamado estarcido

El pintor trabaja habitualmente vestido con un mono y una gorra para protegerse de las manchas. Del mismo modo, se cubre la boca y la nariz con mascarilla si necesita utilizar productos químicos.
- Datos: Q288728
- Multimedia: Painters (artisans) / Q288728